# Supercoppa olandese 2016 (pallavolo femminile)
La Supercoppa olandese 2016 si è svolta il 2 ottobre 2016: al torneo hanno partecipato due squadre di club olandesi e la vittoria finale è andata per la prima volta all'Eurosped.

## Regolamento
Le squadre hanno disputato una gara unica.

## Squadre partecipanti
| Squadra  | Qualificazione                             | Ultima partecipazione    |
| -------- | ------------------------------------------ | ------------------------ |
| Eurosped | Vincitrice Coppa dei Paesi Bassi 2015-2016 | Debutto                  |
| Sneek    | Vincitrice Eredivisie 2015-2016            | Supercoppa olandese 2015 |

## Torneo
| 2 ottobre 2016 SaZa Topsporthal, Doetinchem Durata: ? - Spettatori: ? | Eurosped | 3 - 0 | Sneek | 25-20, 25-15, 25-16 |